# 工作貧窮

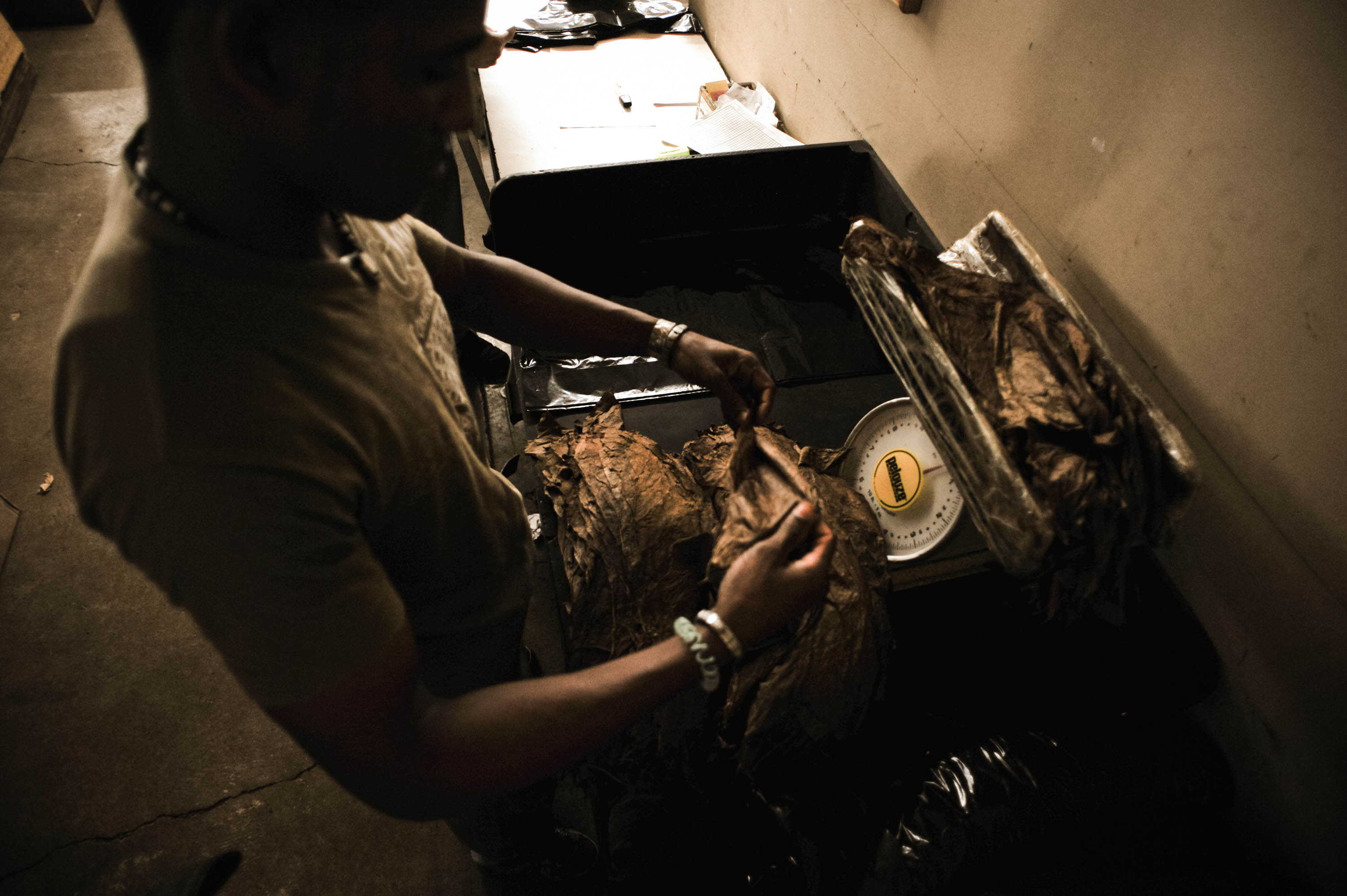
血汗工廠中的勞工

工作貧窮（英語：Working poor），又稱在職貧窮、窮忙族、薪貧族、勤勞貧困階級、工作貧困階級，是指擁有固定工作但相對貧窮（例如收入低於特定貧窮線）的人士。有別於失業者，他們雖然有得到工資，但工資的金額不足以維持一個合理的生活品質。

## 影響

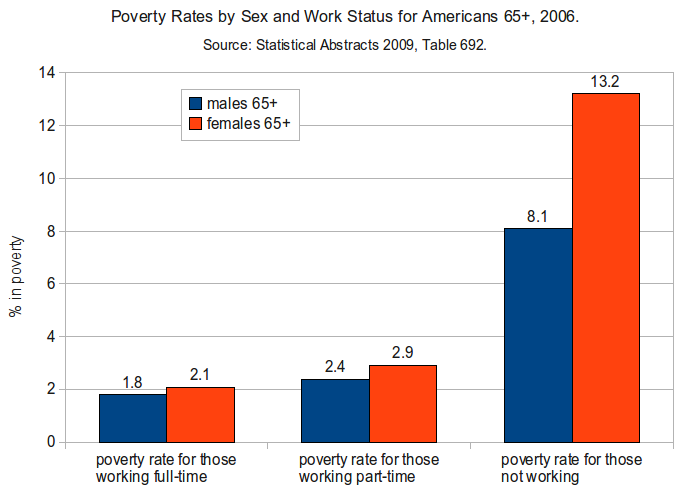
美國的工作貧窮

相對於失業人士，政府較難對工作貧窮人士提供合適的支援。而工作貧窮的家庭，因缺乏資源為子女提供好的教育机会，較易使貧窮問題延續至下一代，造成世襲貧窮。當工作貧窮擴及高學歷的年輕人，代表社會製造出一整個失敗的世代，且此時受害者已經擴及到中產階級與富裕階級的子弟。
年輕人應對工作貧窮（也就是低薪）的方式有不努力、不充實自我、甚至不工作，其原因是努力及充實自我成為高風險低報酬的投資，結果就是年輕人的能力及工作意願下降；更嚴重的應對手段則是選擇不生育（包括父母有能力有意願經援他們養育子女的年輕人），將會造成低生育率的後果，低生育率也會打擊內需，造成惡性循環。
採取這種應對方法的原因很好理解：依照市場理論，當社會將年輕人的價格定到遠低於生產成本時，「年輕人」這個產品的減產－－也就是降低生育率，以及更多年輕人拒絕販售勞動力，是必然結果。而依照心理學理論，當社會把年輕人的價格定到如此低時，會有更多年輕人認為自己的基因不佳才沒有競爭力，還是不要製造後代讓他們痛苦；當工作者面對長期的勞而不獲，會失去自信及失去動力，造成普遍的無力化，對努力工作及充實自我的意願大降。

## 工作貧窮青年化
工作貧窮現今有青年化的趨勢，其原因包含下面幾項原因：
1. 全球化將許多工作外包給其他國家，造成本國工作機會縮減，而且這些國家以犧牲環境及人民的代價競爭。
2. 各政府、私人、營利、慈善等單位都在尋求人力成本的精省，使用方法包括責任制、濫用實習生、濫用志工等，但政府立法執法都過於寬鬆。
3. 因剛入職場的青年人，大都接受高等教育，雇主尚不清楚新進員工品質，故採用低起薪，待確認員工的素質後，予以調薪，又初任人員多屬青年，又同時面對物價升高、薪酬受壓等多方面壓力，因此造成了工作貧窮青年化。[1]
4. 而有學者研究也指出，台灣的長期失業變化趨勢：青年化、高學歷化，已經不再是傳統印象中的特徵：中高齡、低學歷。當青年人也逐漸成為長期失業者的多數，這對於青年人的就業信心將產生重大的衝擊，這絕對會是台灣社會活力與創新的一大隱憂。
5. 而22K方案也為助長青年就業不穩定之隱憂。由於方案是一年的定期契約，不是傳統穩定雇用的「不定期契約」，因此期滿之後僱主不需給付資遣費，這種國家鼓勵雇主彈性化僱用的做法，將助長企業主短期雇用或使用人力派遣的習慣，加劇「青年貧窮化」與就業的不穩定，嚴重侵蝕整體勞動力市場的穩定。其政策甚至被稱為台灣人大滅絕政策。
6. 青年的貧窮化並不會反應在基尼係數等數據上，因為貧富差距的計算標準多以家庭為單位，多數家庭組成是薪資合理的老人及低薪的子女，因此子女的低薪會被父母給平均掉，因此不會反應在貧富差距的數據上。
7. 能制止這些問題的主流族群，因為年紀較高，並不會成為這些問題的立即受害者；相反的，他們短期內反而會成為受益者，因為年輕人低薪，服務業會物美價廉。他們大多抱持錯誤觀念（誤以為年輕人跟他們過去一樣，只要努力就會有回報），他們誤以為只要金援子女數年就好，實際上數年後他們等到的是子女出現身體或心理疾病並放棄生育，此時他們才可能會發現受害。

青年為支撐國家未來的主要生產者，因為工作貧窮、低薪或工作得不償失的關係而無法（或不願）成家、或無法支撐家庭開銷，長久以來便會造成許多重大問題，但是當初放任這些政策的中老年族群，並不會受到懲罰。

### 各地情況

#### 臺灣
在2012年，根據行政院主計處的統計資料，臺灣未滿30歲、30至34歲、35至39歲三個組群的平均年所得，都低於15年前的水準。但消費者物價指數漲幅已是15年前的16%以上。對於整個青年就業人口都有落入在職貧窮的風險，臺灣媒體有一個新名詞「青貧族」。
臺灣因油電雙漲導致的物價上漲，與炒房的房價高漲，為存錢買房、貸款，必排擠消費、生活、教育等費用支出，貧富差距擴大，使得許多年輕人成為窮忙族。

#### 日本
如下表為日本調查21世紀前10年間收入階層分布變化表，年薪400萬至2000万日圓的人數皆為下降，而低薪群的人數卻增加顯著。
| 区分               | 1999年 | 2009年 | 增減  |
| ------------------ | ------ | ------ | ----- |
| 〜100万日圓        | 2,961  | 3,989  | 1,028 |
| 100〜200万日圓     | 5,076  | 7,010  | 1,934 |
| 200〜300万日圓     | 6,875  | 7,899  | 1,024 |
| 300〜400万日圓     | 8,046  | 8,149  | 103   |
| 400〜500万日圓     | 6,600  | 6,163  | -437  |
| 500〜600万日圓     | 4,788  | 4,074  | -714  |
| 600〜700万日圓     | 3,210  | 2,464  | -746  |
| 700〜800万日圓     | 2,284  | 1,695  | -589  |
| 800〜900万日圓     | 1,584  | 1,148  | -436  |
| 900〜1,000万日圓   | 1,070  | 710    | -360  |
| 1,000〜1,500万日圓 | 1,894  | 1,303  | -591  |
| 1,500〜2,000万日圓 | 431    | 268    | -163  |
| 2,000万日圓〜      | 164    | 186    | 22    |
| 合計               | 44,984 | 45,056 | 72    |

資料来源：日本民間給与実態統計調査（國稅廳）

## 解決辦法

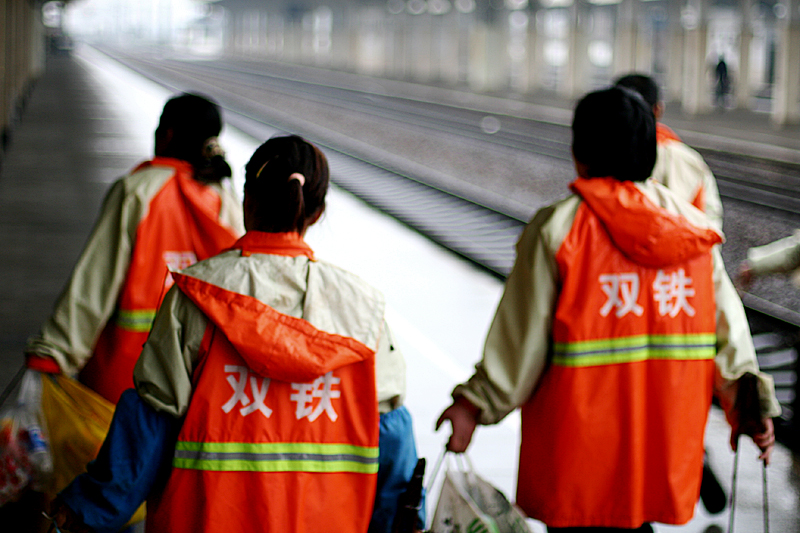
從事派遣工作的勞工

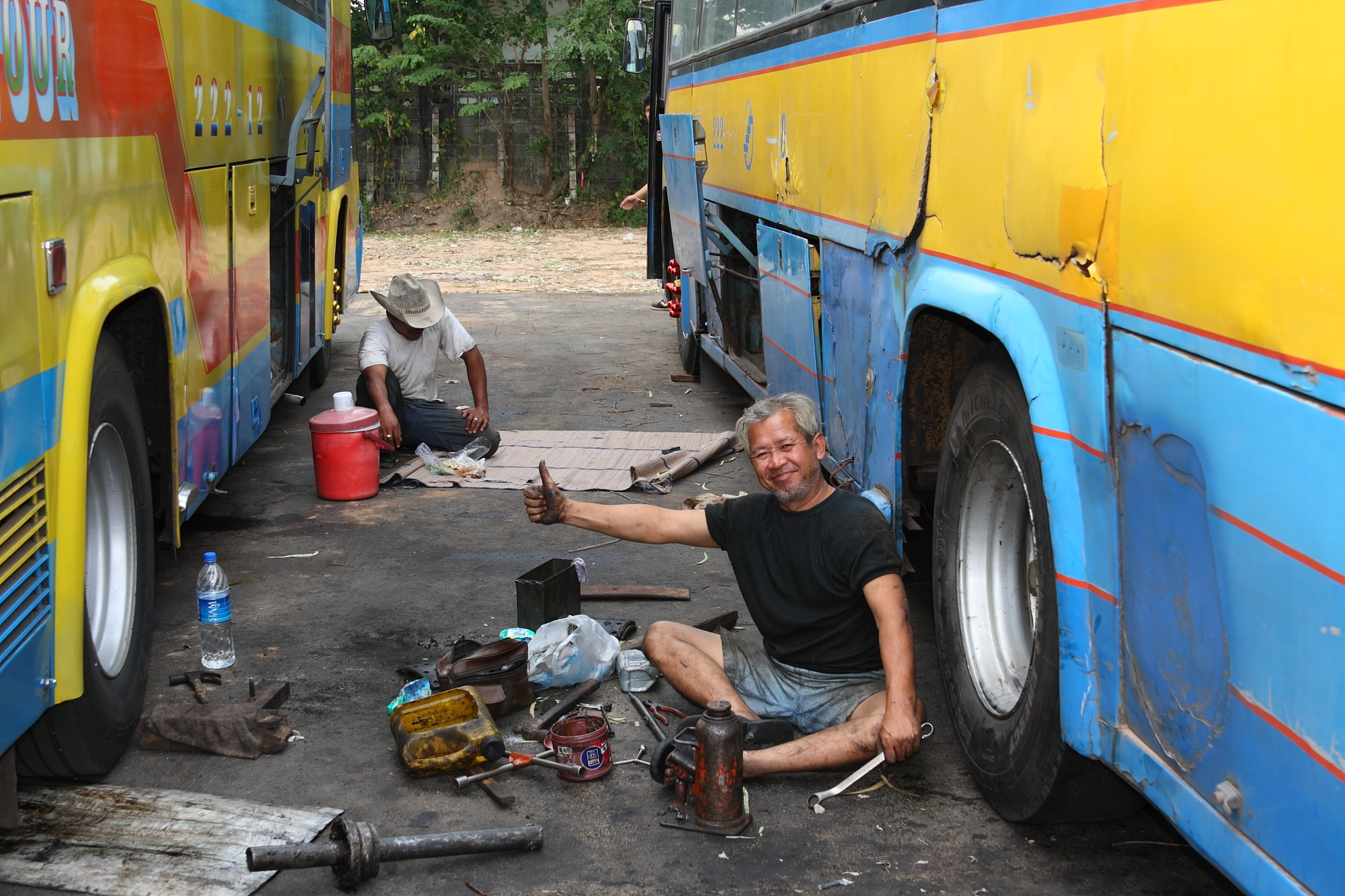
泰國貧民窟修車工

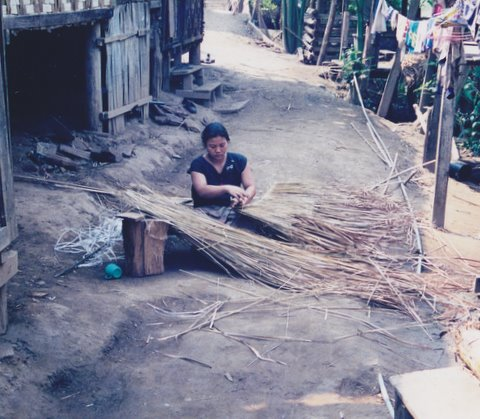
東南亞草蓆製造廠

針對工作貧窮，有人提倡以最低工資解決這個問題，但因其也有不少缺點，因此没有很多國家實施；而且實施最低工資也不一定能舒緩工作貧窮的問題，例如台灣基本工資（時薪160元/2021年起實施）離實際合理工資還有一大段距離，但台灣仍有相當部分的時薪制工作低於基本工資。另外，部分僱主也會規避最低工資或勞基法規，主要方法是使用責任制，強迫加班但不給加班費，另外也大量使用時薪制、人力派遣勞工、低薪實習生、低薪建教合作以及業務外包，醫院及慈善團體喜好使用志工來節省成本、但也容易增加在職貧窮。
亦有研究表明，增加福利國家政策是減少貧困和工作貧窮的最有效途徑。
為減少在職貧窮，也必需立法限制責任制、派遣制度、志工及實習，並有效執法、處罰違法僱主。臺灣醫療及慈善機構利用志工名義變相規避勞動法規、並造成工作機會縮減的情形亦時有所聞。
在稅制上不獎勵僱用外勞或產業外移，並要求醫療及慈善機構盡避免以志工取代聘僱給薪勞工，可以增加本國人民的工作機會；以供需原理論，增加工作機會可以提高受顧者向僱主議價的能力。
而由於醫療及房屋經常是非富裕者的重大負擔，因此有效的打房政策、全民健保都可以降低人民負擔，進而降低生存成本、人民省下來的錢也會投入消費、擴大消費市場及就業率。
降低房屋成本也可以減緩在職貧窮，店家必須將店面租金轉嫁給消費者（提高店面租金會提高物價，等於讓多數人變相減薪），而住屋成本總是會吃掉一般人收入的一大比例、降低這個比例等於加薪。
改變社會對工作者的態度也是減少工作貧窮的方法，例如有許多工作的社會地位低、工作環境差、容易造成職業傷害、甚至薪水低，因此造成年輕人不願意投入，而有高失業高缺工的問題；但只要加薪並改善工作環境（例如職場嚴格禁菸、提供安全防護設備、並教育職場前輩不能過度倚老賣老，讓新人只需要努力熟練技能、而不用花費太多時間的經營職場人際關係），提高該工作的形象，就可以避免這個問題。
或是政府實施社會救助制度：
- 提供實用、高品質且廉價就業訓練、學校教育
- 提供全民健保、醫療補貼
- 提供數量多品質高的廉價住宅
- 提供足夠的生育津貼、托育補助，最好能給予養育子女者更高的住宅補貼
- 提供實質的薪資補貼，或是指定用於購買生活必需品（如食品）的消費券
- 提供勞務補貼，例如對於非富裕階級使用本國看護、鐘點傭人等補貼其薪資，對於慈善機構也可以提供勞務補貼及監督其對志工的使用，讓多數志工能獲得接近營利事業標準的薪水，這樣私人企業必須給予較佳的條件才能找到員工